# Serin d'Arabie
Crithagra rothschildi
Espèce
Statut de conservation UICN

 LC  : Préoccupation mineure
Synonymes
Serinus rothschildi
Le Serin d'Arabie (Crithagra rothschildi) est une espèce de passereaux appartenant à la famille des Fringillidae.

## Distribution
Montagnes de l’ouest de l’Arabie Saoudite (Hedjaz, Assir), du centre du Yémen du Nord et du sud-ouest du Yémen du Sud (ouest de l'Hadramaout).

## Habitat
Il marque une nette préférence pour les zones cultivées d’altitude pourvues d’un important couvert végétal d’arbres, d’arbustes et de buissons même s’il apparaît occasionnellement dans des aires ouvertes et rocailleuses dotées d’une maigre végétation dans le nord du Yémen (Everett 1987).

## Alimentation
Des graines de millet, d’aloès, d’agave, de plantes herbacées et de plantes naines ont été répertoriées (Everett 1987).
D’autres plantes exploitées par l’espèce ont été rapportées par Ottaviani (2011), photos à l’appui, avec un spécimen picorant des baies vertes de Jujubier commun (rhamnacée) et un autre individu prélevant de petites fleurs d’une oseille Rumex nervosus (polygonacée).

## Mœurs
Le serin d’Arabie se perche sur les plantes basses et recherche souvent sa nourriture sur le sol. Une observation mentionne qu’il peut adopter, à la manière des mésanges, un comportement acrobatique avec la tête en bas (Everett 1987).

## Voix
Un individu seul lance, au vol ou au posé, un tsee-tsee aigu ; des d’oiseaux perchés émettent un doux tsit-tsit et le chant est qualifié d’agréable et plutôt variable (Everett 1987).

## Nidification
Elle est très peu documentée, des mâles ont été observés chantant à diverses occasions et deux jeunes étaient nourris par des adultes en novembre (Everett 1987). Cornwallis & Porter (1982) ont enregistré des chants, observé des oiseaux appariés et d’autres transportant des matériaux de nidification entre le 16 mars jusqu’à avril.